# Лобковичі (Кричівський район)
Лобко́вичі (біл. Лабковічы) — село у Кричівському районі Могильовської області Білорусі. Адміністративний центр Лобковицької сільради. Населення 619 чоловік.

## Географія
Лобковичі розташовані у лісистій місцевості на правом березі річки Сож поблизу кордону з Росією.

## Інфраструктура
У селі є:
- дитячий садок і школа ім. Кузьми Кісельова (Лобковицький НВК дитячий садок — середня школа);
- лікарська амбулаторія № 29, фельдшерсько-акушерський пункт (ФАП);
- сільський будинок культури, бібліотека-музей;
- крамниця;
- комплексний приймальний пункт (КПП);
- відділення пошти.

## Пам’ятки
У селі є пам’ятник захисникам і мирним жителям, які загинули під час Великої Вітчизняної війни.

## Відомі уродженці
- Дубасов Микола Филимонович — генерал-майор міліції, начальник УВС Могильовської області
- Кісельов Кузьма Венедиктович — голова Ради народних комісарів БРСР, міністр закордонних справ БРСР